# Como cierva sedienta
Como cierva sedienta est une œuvre pour soprano ou chœur et orchestre écrite par Arvo Pärt, compositeur estonien associé au mouvement de musique minimaliste.

## Historique
Composée en 1998, cette œuvre est une commande du 15e Festival de musique des Îles Canaries.

## Discographie
- Sur le disque Orient Occident par Helena Olsson et l'Orchestre symphonique de la radio suédoise dirigé par Tõnu Kaljuste chez ECM Records, 2002.